# Facteur d'acceptation féminine
Pour les articles homonymes, voir Waf.
 (septembre 2011).
Si vous disposez d'ouvrages ou d'articles de référence ou si vous connaissez des sites web de qualité traitant du thème abordé ici, merci de compléter l'article en donnant les références utiles à sa vérifiabilité et en les liant à la section « Notes et références ».

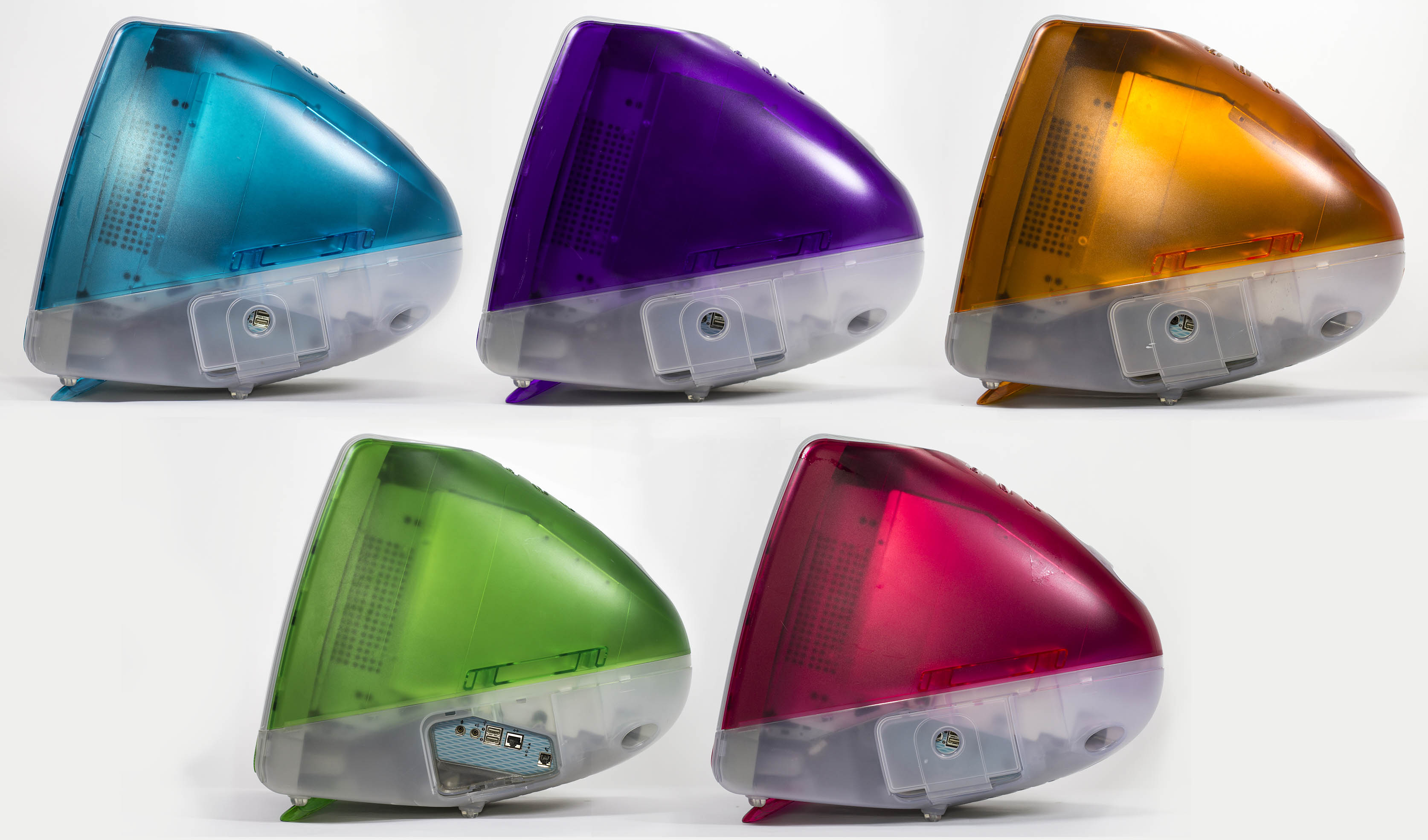
Cet Apple iMac tout-en-un de 1998 a rompu avec la conception conventionnelle des ordinateurs et est perçu comme ayant un WAF assez élevé.

Le facteur d'acceptation par la conjointe (ou facteur d'acceptation féminine) de l'anglais Wife Acceptance Factor ou Woman Acceptance Factor (WAF), désigne le niveau de conflit potentiel engendré par un objet entre les non-utilisatrices (féminines) cohabitant avec les utilisateurs (masculins) dudit objet. Créé dans les années 1990, le sigle s'est peu à peu imposé jusqu’à devenir en 2009 un sigle commercial utilisé par certaines boutiques.

## Définition générale
Ce terme dériverait du stéréotype qui définit que les hommes sont attirés par les gadgets, les voitures, la hi-fi, les ordinateurs ou les appareils photo numériques, et les femmes par l'esthétique et le visuel des objets et des lieux de vie. Il désigne la compatibilité entre l'utilité d'un objet qualifié de masculin par stéréotype (typiquement les équipements informatiques, hi-fi ou vidéo), et ses contraintes d'aspect, de bruit, ou d'encombrement (câbles, nuisances sonores).

## Origine
Il semble que la plus ancienne citation disponible sur le terme provienne de Gerald Levitch, dans un article du Toronto Star du 3 septembre 1989 intitulé « Heard but not seen » dont voici un court extrait :

« Le concept de la chaîne hi-fi en tant qu'empilement d'éléments hétéroclites avait du sens dans les années 1970 et 1980 et est toujours présent dans la mémoire collective. Mais récemment, un nouvel élément est entré en ligne de compte : le WAF, pour Wife Acceptance Factor. Et avec lui a commencé une ère de rébellion contre l'envahissement des salons par des piles d'éléments à l'aspect industriel et d'énormes enceintes. Cette nouvelle rébellion amena le concept de la chaîne hi-fi discrète, que l'on entend mais que l'on ne voit pas, et qui se fond élégamment dans l'intérieur du salon…
Il est vrai que la plupart des équipements hi-fi avaient été créés pour plaire aux hommes, ce pourquoi ils ressemblaient davantage à des outils de recherche scientifique qu'aux éléments classiques de décoration d'intérieur. Mais il semble que la pression croissante du WAF pousse le design des équipements hi-fi dans une nouvelle direction, créant par là même un nouveau marché, qui marierait la performance et l'intégration harmonieuse dans le décor intérieur. »

On notera que le WAF est susceptible d'être corrélé à certains paramètres facilement quantifiables[réf. nécessaire] : il est ainsi inversement proportionnel au nombre de boutons, curseurs et autres potentiomètres divers qui ornent la façade des appareils électroniques ainsi qu'au nombre et la taille des fils (de puissance électrique et de données) apparents. Un appareillage disposant d'un, ou à la rigueur de deux réglages possibles possède un excellent coefficient WAF.[réf. nécessaire]

## Démocratisation
Bien que terme longtemps réservé à un usage restreint dans les milieux technophiles, il s'est peu à peu répandu jusqu’à devenir un usage courant, plébiscité par son adoption de certaines boutiques ou certaines marques.[réf. nécessaire]
On retrouve à présent le terme et sa définition dans The Boston Globe ou encore dans The Oxford American College Dictionary